# Hummelsberg (Westerwald)
Der Hummelsberg ist ein erloschener Vulkan und liegt sechs Kilometer östlich der Stadt Linz am Rhein, zu deren Gebiet der Berg größtenteils gehört. Der kleinere, östliche Abschnitt gehört zur Ortsgemeinde St. Katharinen und liegt im Ortsteil Hargarten.
Auf dem Hummelsberg befand sich ein Ringwall, der auf die Zeit von 600 bis 400 v. Chr. datiert wird. Es ist die einzige bekannte und untersuchte Wehranlage ihrer Art im Landkreis Neuwied. Durch Basaltabbau hat der Berg rund 35 m (Gipfel) bis 60 m (Abbaufläche) an Höhe verloren, der Ringwall wurde dabei zerstört.

## Geographie
Der Hummelsberg liegt im Landkreis Neuwied in Rheinland-Pfalz auf einem Höhenrücken, dem Rheinwesterwälder Vulkanrücken, am westlichen Rand des Westerwalds. Der Höhenrücken bildet die Wasserscheide zwischen Rhein und Wied. Der heute mit seinen zwei fast genau gleich hohen Restgipfeln 407,4 bzw. 407,3 m ü. NHN hohe Hummelsberg hatte vor dem Basaltabbau eine Höhe von 445 m – in der Preußischen Neuaufnahme Ende des 19. Jahrhunderts wurden noch 441,2 m ü. NN gemessen – und war damit nach dem Meerberg (ursprünglich 448 m) der höchste Berg in der Region südlich des Siebengebirges. Seine beiden durch Randstücke gebildeten heutigen Restgipfel liegen auf der Linzer Gemarkung südlich bzw. östlich des einstigen Berggipfels. In der Umgebung des Hummelsberges befinden sich eine Anzahl weiterer zum Teil abgebauter Basaltkuppen.
Der Hummelsberg, bis frühestens Anfang des 19. Jahrhunderts noch Hummelskopf genannt, gliederte sich vor dem Abbau des Berges in den Großen Hummelskopf und den südwestlich gelegenen Kleinen Hummelskopf, der eine längliche Form hatte.

## Geologie und Geschichte

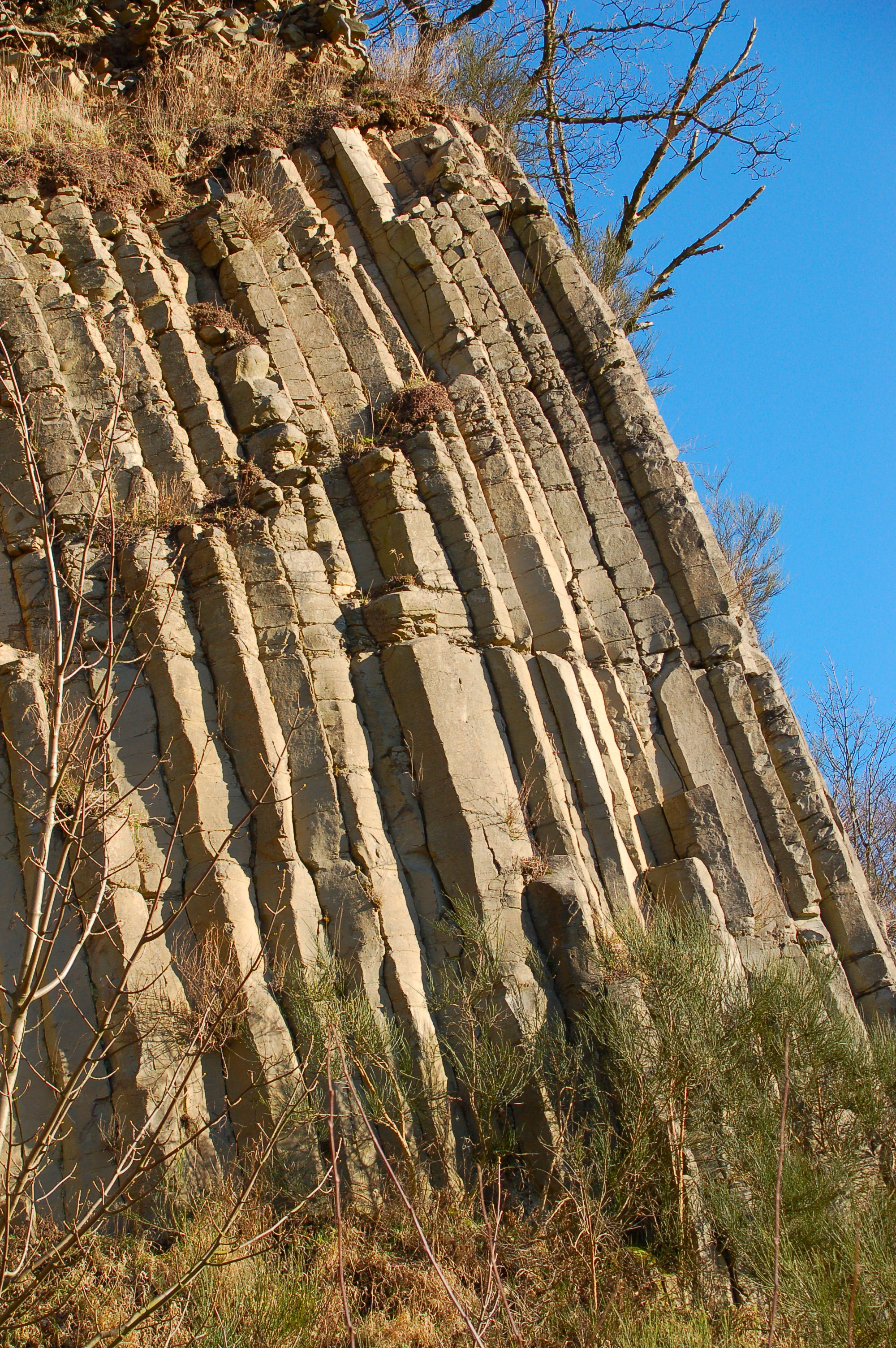
Säulenbasalt am Hummelsberg

Die Basaltkuppen im östlichen Teil des Westerwaldes sind vor etwa 25 Millionen Jahren durch vulkanische Tätigkeiten entstanden. Sie überragen die Hochfläche des Rheinischen Schiefergebirges. Bei dem in der Region vorkommenden Basalt handelt es sich überwiegend um fünf- bis siebeneckigen, teils mehrere Meter langen Säulenbasalt.
Mit dem systematischen und manuellen Basaltabbau auf dem Hummelsberg wurde wahrscheinlich im Jahr 1855 begonnen, zunächst durch die in Linzhausen ansässige Firma Gebrüder Wirtzfeld. Hauptabnehmer waren die Niederlande, die den Basalt zur Schleusen- und Küstenbefestigung sowie zur Trockenlegung der Zuidersee verwendeten. Im Jahr 1888 wurde in Köln von holländischen und rheinischen Steinbruchbesitzern die Basalt AG gegründet, deren Sitz 1892 nach Linz am Rhein verlegt wurde. Zu den 16 Steinbrüchen zählte auch der Hummelsberg mit den Brüchen Hummelsberg I und Hummelsberg II, während der Bruch Hummelsberg III der Firma Wirtzfeld gehörte.
Der Transport zum Rhein erfolgte anfangs mit Ochsenkarren und Pferdefuhrwerken, später über eine Seilbahn. In den 1870er-Jahren war außerdem ein erster Bremsberg vom Hummelsberg I zur Sterner Hütte in Linz gebaut worden. Der Abbau am Hummelsberg I wurde 1963 eingestellt, anschließend die beiden anderen Brüche ab 1966 von der Basalt AG weiterbetrieben und 1984 endgültig eingestellt. Der zurückgelassene Steinbruch ist inzwischen wieder ein Stück Natur geworden, aus der tief ausgebauten Grube ist ein mit Oberflächenwasser gefüllter See entstanden. Der See ist nicht zugänglich.

## Ringwall
Von der rheinischen Provinzialverwaltung in Bonn wurde im Herbst 1936 und im Frühjahr 1937 Untersuchungen an einer auf dem Berg befindlichen Wehranlage durchgeführt. Zu dieser Zeit waren bereits schätzungsweise fünf Sechstel des früheren Ringwalls durch den Basaltabbau zerstört. Sicher dürfte sein, dass der Ringwall mit einem Durchmesser von etwa 150 m die ganze Bergspitze umzogen hat, er lag in einer Höhe von 430 m. Die Ausgräber fanden einen flachen Steinwall vor, der aus dem anstehenden Hartbasalt bestand und den Versturz einer ehemaligen Mauer bildete. Von der aus mittelgroßen Steinblöcken bestehenden Vorderfront waren noch bis zu fünf Steinlagen erhalten. Verschiedene Anzeichen lassen darauf schließen, dass die Mauer von senkrecht stehenden sowie quer und längs zur Mauerflucht verlaufenden Hölzern durchzogen war. Außerdem wurde Lehmmörtel zur Festigung des Mauerkörpers gefunden. Bauwerke dieser Konstruktion werden als Gallische Mauern bezeichnet. Es waren Mauerstärken von 3,5 bis 5 m, am Tor sogar 7,5 m noch festzustellen. Aus der Menge des Steinmaterials sind die Forscher zu dem Schluss gekommen, dass die Mauer eine Höhe von rund 2,5 m hatte. Ein besonderer Glücksfall war, dass sich in dem zum Zeitpunkt der Untersuchung noch vorhandenen Teilstück die Toranlage des Ringwalls befand. Der Tordurchgang war 3 bis 3,5 m breit.
Einzelne Funde lassen darauf schließen, dass der Ringwall nicht nur als Fluchtburg, sondern auch als Wohnplatz gedient hat. Aus Gefäßformen und Verzierungen ist zu schließen, dass der Ringwall auf dem Hummelsberg der Hunsrück-Eifel-Kultur zuzuordnen ist und in der Zeit von 600 bis 400 v. Chr. als befestigte Höhensiedlung gedient hat.
Hier ist noch anzumerken, dass die um das Jahr 1350 gebaute Stadtmauer von Linz am Rhein aus „Steinen vom Hummelsberg“ gebaut wurde. Es dürften Steine vom Ringwall sein, die heute noch an den Stadttoren von Linz zu sehen sind.

## Folgeschäden
Am 2. Dezember 1978 stürzte an dem bereits stillgelegten Steinbruch eine hundert Meter hohe und zweihundert Meter breite Felswand in den darunter liegenden See. Der Wasserspiegel stieg um zwanzig Meter an und löste eine fünf Meter hohe Geröll- und Schlammlawine aus, die in dem darunter liegenden Wohnplatz „Schmitzhöfe“ zwei Häuser zerstörte. Vier Menschen starben dabei.

## Siehe auch

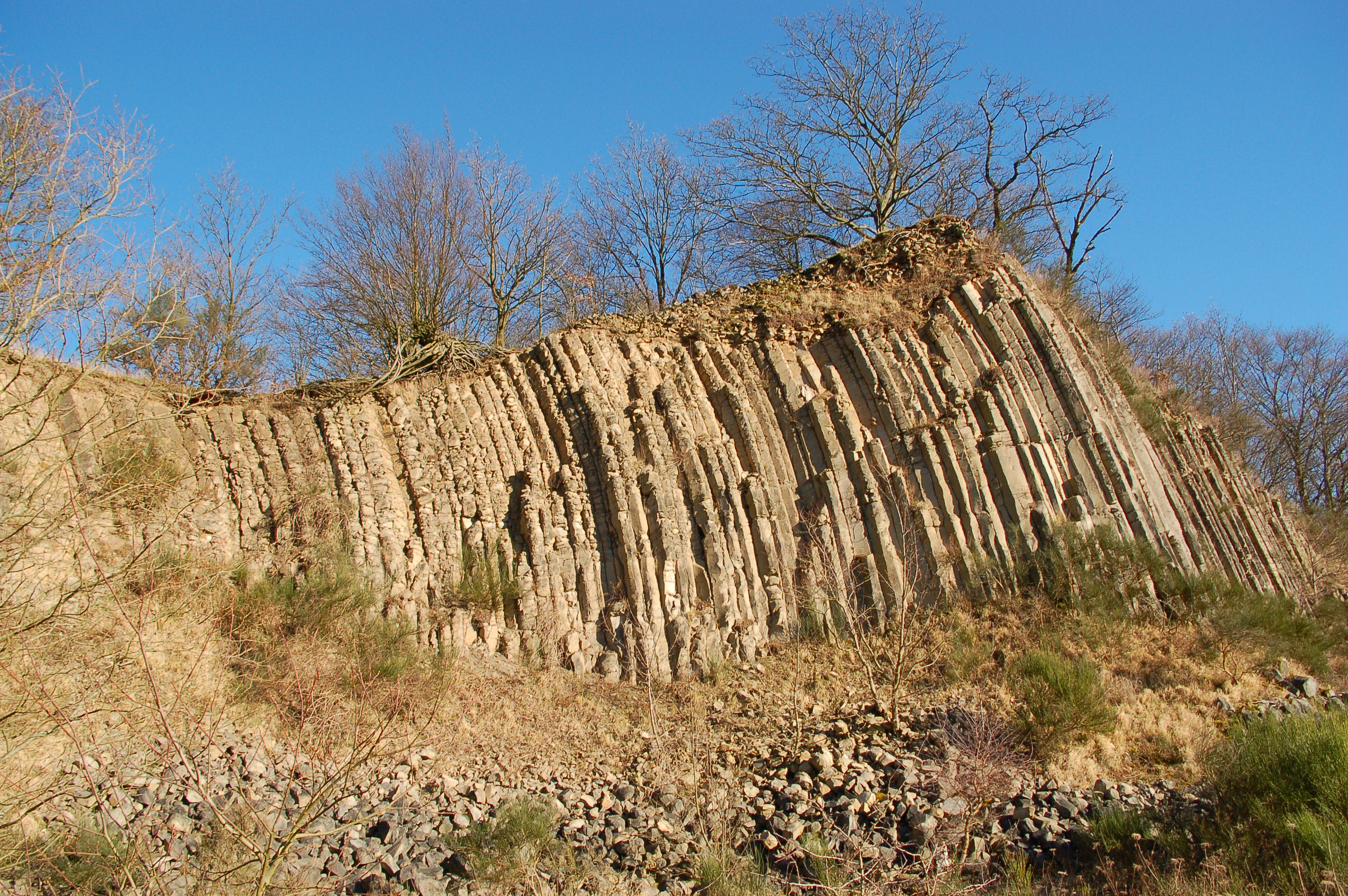
Säulenbasalt am Hummelsberg
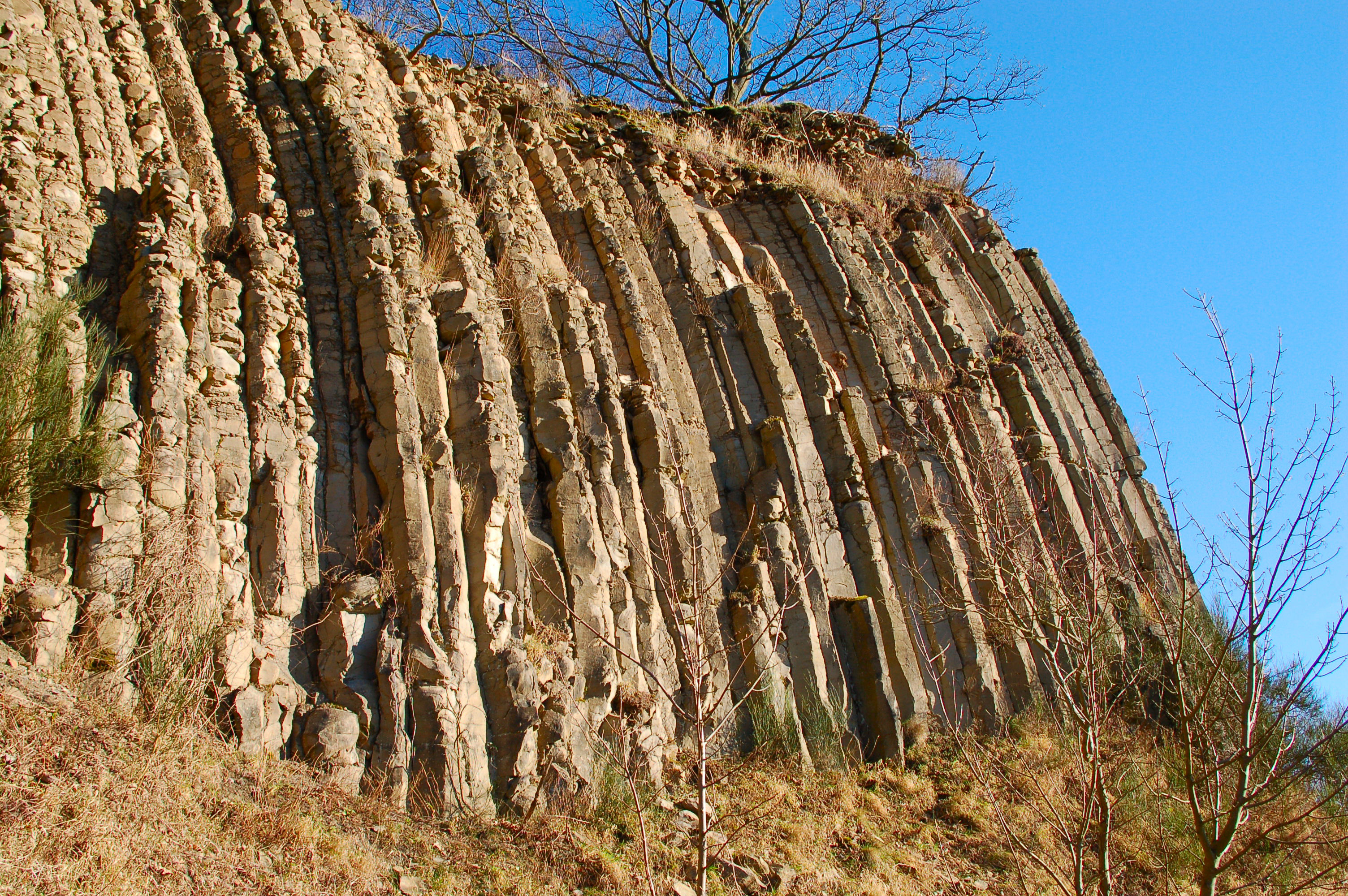
Säulenbasalt am Hummelsberg
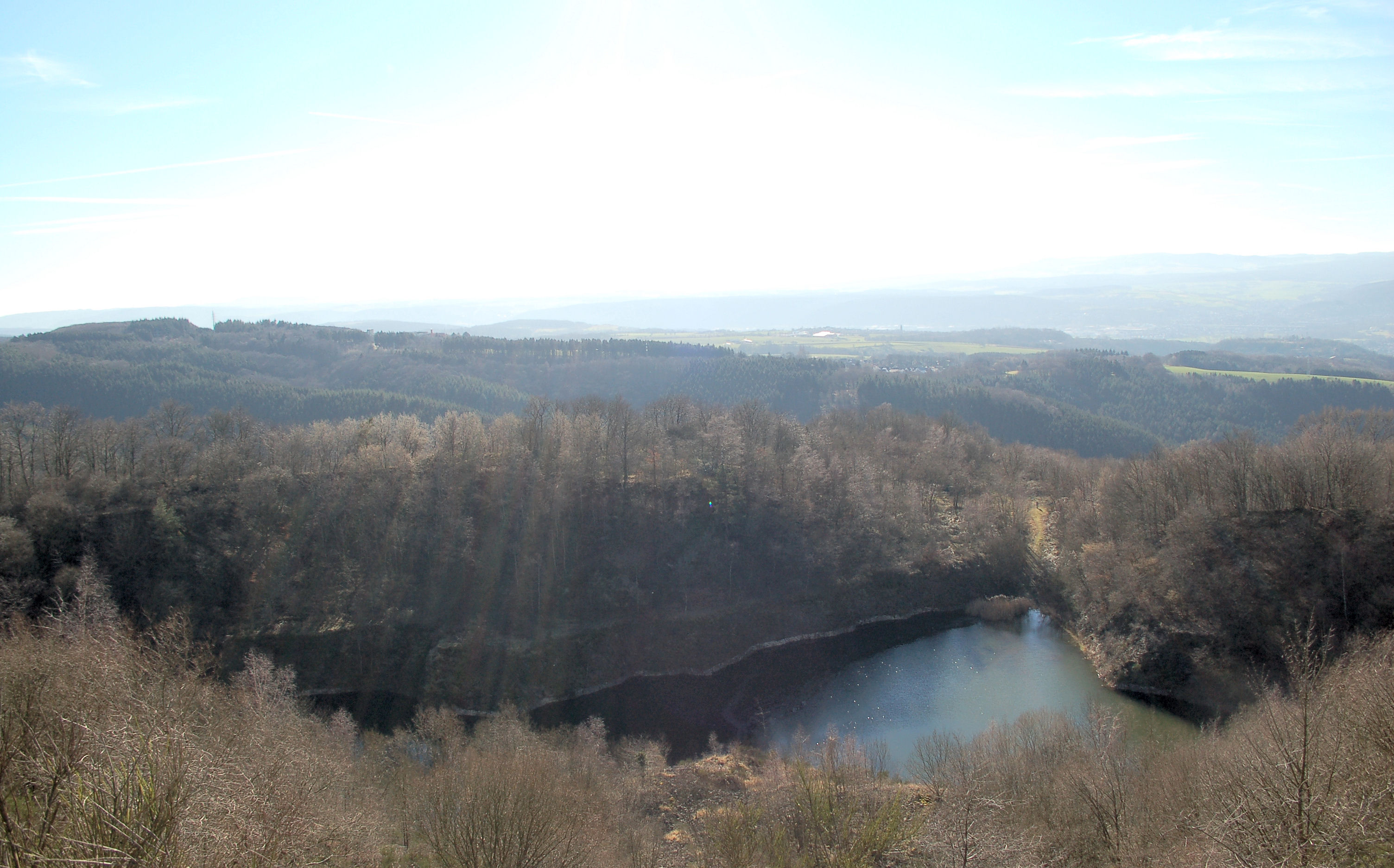
Mit Oberflächenwasser gefüllter Steinbruch
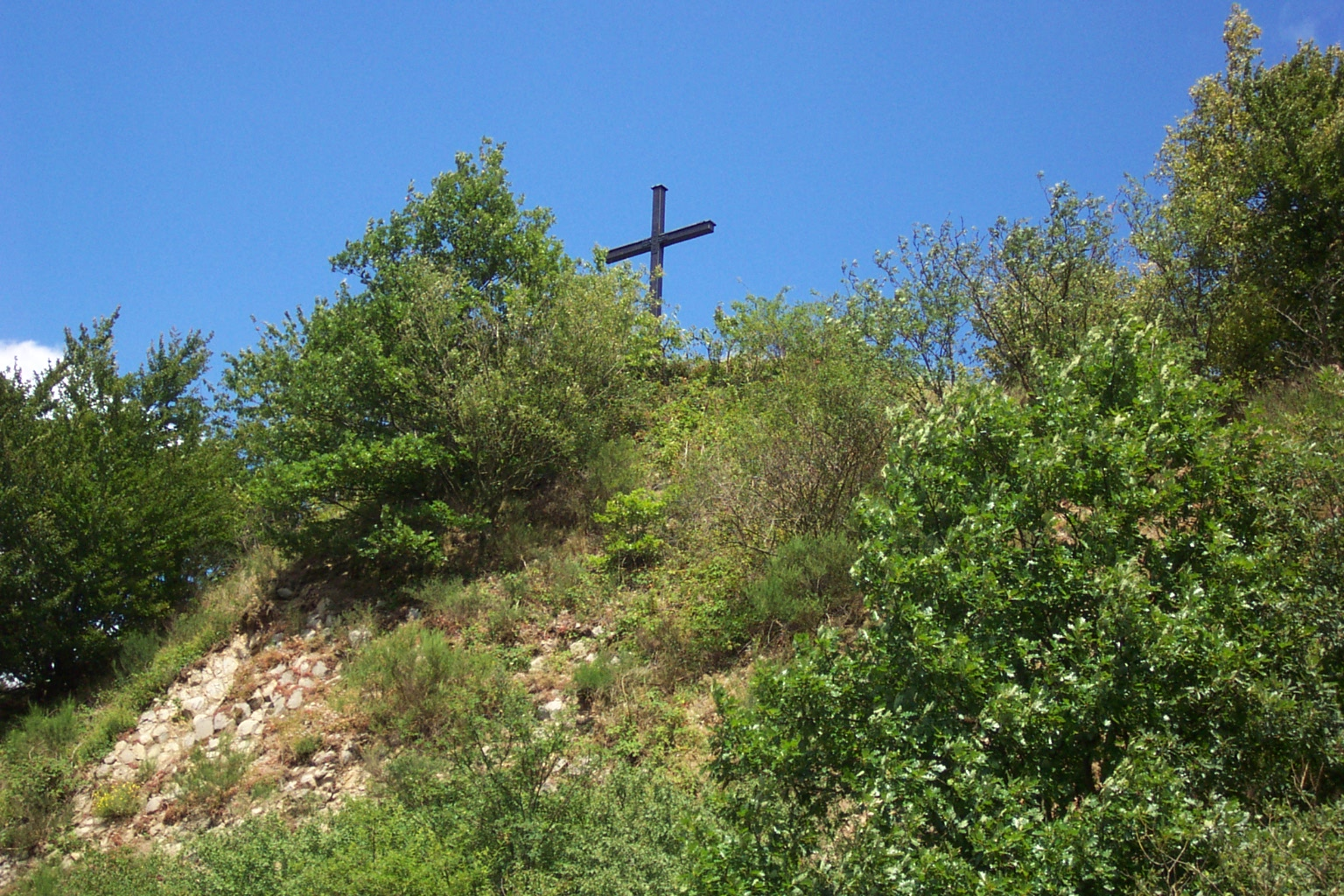
Gipfelkreuz auf dem Hummelsberg

## Gipfelkreuz
Auf dem Hummelsberg wurde erstmals am 18. Oktober 1837 anlässlich des 25. Jahrestags der Völkerschlacht bei Leipzig ein Gipfelkreuz aufgestellt. Es hatte eine Höhe von 13 Metern und war aus Eichenholz beschaffen. Mit dem fortschreitenden Abbau verließ es seinen ursprünglichen Standort, wurde mehrfach versetzt und Anfang der 1940er-Jahre schließlich entfernt. Auf einem der beiden neuen, weiter östlich gelegenen Restgipfel des Berges – dessen Höhe mit 407,3 m ü. NHN angegeben ist – kam es Mitte der 1990er-Jahre wieder zur Aufstellung eines Gipfelkreuzes durch den Junggesellenverein Hargarten 1885 e. V. Es ist wie sein Vorgänger ein Eichenkreuz, jedoch mit sechs Metern deutlich kleiner.